# Justus Dahinden
Pour les articles homonymes, voir Dahinden.
Justus Dahinden (né le 18 mai 1925 à Zurich (Suisse) et mort le 11 avril 2020 dans la même ville) est un architecte, un professeur et un auteur suisse notable au sujet d'architecture.

## Biographie

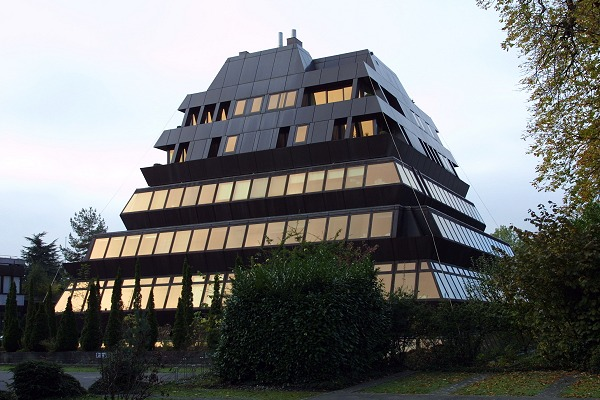
Ferrohaus à Zurich (1970).

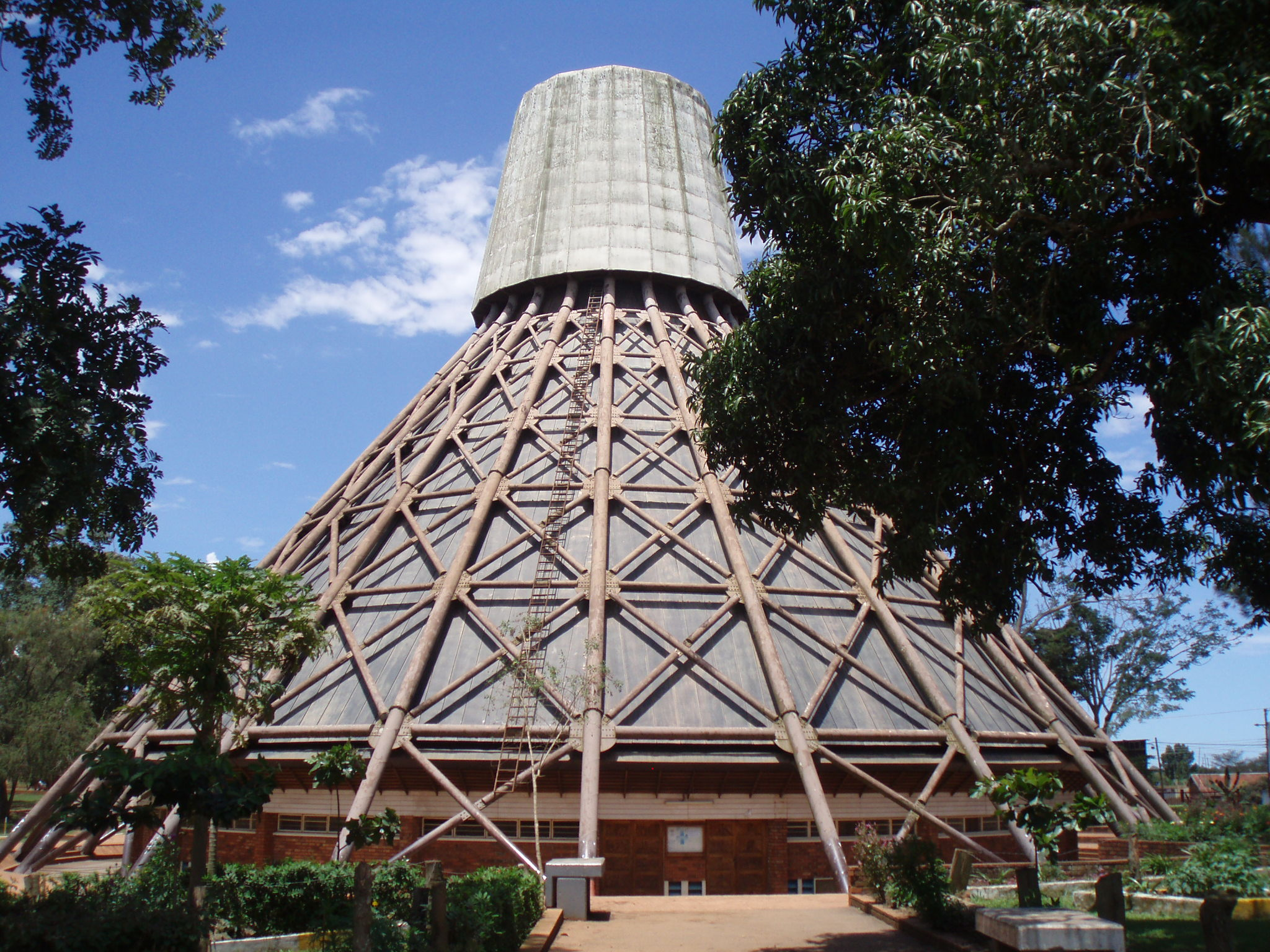
Sanctuaire de Namugongo (1973).

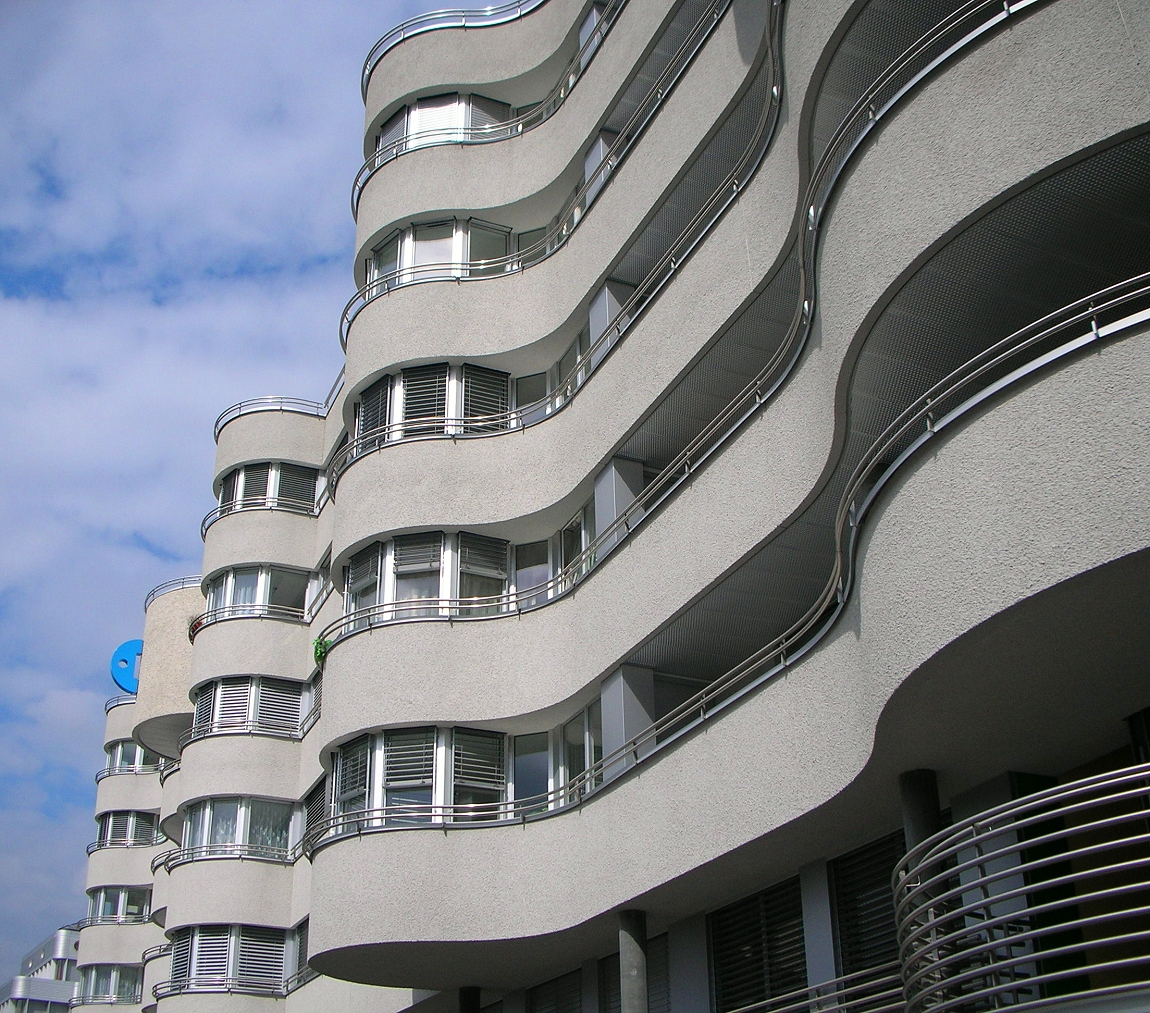
Parc résidentiel Binzmühle à Zurich (2005).

## Philosophie de l'architecture

### L'homme et l'espace
(avril 2020).
- Si vous ne connaissez pas le sujet, laissez ce bandeau (vous pouvez alors contacter les auteurs).
- Si vous supprimez le contenu mis en cause (vous pouvez préalablement contacter les auteurs),

argumentez précisément cette suppression dans la page de discussion
(un manque de référence n'est pas un argument ; une recherche réelle de référence doit avoir été effectuée, être formellement documentée).
Le problème central de l'architecture est le local, la pièce. Ils font naître des sensations et influencent ainsi notre comportement. Les locaux, les pièces suscitent le plaisir ou le déplaisir. Que la forme résulte de la fonction ou qu'une forme convienne pour certaines fonctions est sans importance. Les facteurs décisifs sont la naissance de la disposition et la motivation pour l'utilisation. La création de locaux, de pièces comme prestation de l'architecture pour l'homme tient compte de l'ensemble dans ce cens qu'elle satisfait des besoins pratiques, correspond sensuellement à l'utilité et crée une identité. La création d'un ensemble unique en son genre est pour Justus Dahinden l'objectif de la décoration intérieure.
La considération internationale a trouvé le "Architecture colloque international homme et secteur" (L’Université technique de Vienne 1984) avec des Bruno Zevi, Dennis Sharp, Pierre Vago, Jorge Glusberg, Otto Kapfinger, Frei Otto, Paolo Soleri, Ernst Gisel et Ionel Schein.

## Publications
- (en-US) 1972 Urban Structures for the Future, Pall Mall Press, New York
- (de) 1974 Akro-Polis. Frei-Zeit-Stadt / Leisure City, Karl Krämer Publ., Berne/Stuttgart,  (ISBN 3-7828-1018-X)
- (de) 1988 Justus Dahinden - Architektur - Architecture, biographie, Karl Krämer Publ., Stuttgart,  (ISBN 3-7828-1601-3)
- 1991 M... anders /autrement /different. Migros-Zentrum Ostermundigen, Karl Krämer Publ., Stuttgart,  (ISBN 3-7828-1608-0)
- (de) 2005 Mensch und Raum - Man and Space, ETH-Bibl, Zurich / Karl Krämer Publ., Stuttgart,  (ISBN 3-7828-1614-5)

## Récompenses
- 1981 Grand Prix d'Architecture 1981, CEA Cercle d'Études Architecturales, Paris
- 1981 INTERARCH 81, World Triennial of Architecture, Sofia, médaille et prix de la City of Nates for Habitat in Iran
- 1983 INTERARCH 83, World Triennial of Architecture, Competition HUMA 2000, Sofia, médaille et prix du National Committee of Peace of Bulgaria pour le projet « Stadthügel » (ambiance urbaine)
- 1985 INTERARCH 85, World Triennial of Architecture, Sofia, Award for competition of projects and realizations, personal work
- 1989 INTERARCH 89, World Triennial of Architecture, Sofia, Award for the Biography "Justus Dahinden-Architektur-Architecture"